# Лоцманская служба
Ло́цманская слу́жба — служба для лоцманской проводки судов в сложных для плавания местах на реках и морях, около портов, в узких каналах и проливах. В большинстве государств мира лоцманская служба подлежит государственному регулированию, при этом некоторые страны (например, Бельгия, Норвегия, Швеция) сделали лоцманское дело государственной монополией, а лоцманов — государственными служащими, другие страны (например, Великобритания, Франция) осуществляют регулирование через профессиональные общества.

## Юридические основы
Помимо национальных законодательств, деятельность лоцманской службы регулируется  Женевской конвенцией 1923 года «О международном режиме морских портов» и обычно предусматривает:
- обязательную лоцманскую проводку в портах для всех иностранных кораблей (а иногда и отечественных);
- в случае аварии по вине лоцмана, ответственность порта, к которому относится лоцманская служба, за понесённый ущерб.